# Давыдов, Владимир Львович
Влади́мир Льво́вич Давы́дов (28 ноября [10 декабря] 1871, усадьба Каменка, Чигиринский уезд, Киевская губерния, Российская империя — 14 [27] декабря 1906, Клин, Московская губерния, Российская империя) — поручик лейб-гвардии Преображенского полка, в течение трёх лет руководил его певческим хором. Племянник российского композитора Петра Ильича Чайковского и, по некоторым предположениям, его возлюбленный, которому Чайковский посвятил «Детский альбом» и Шестую симфонию. Наследник авторских прав на произведения композитора, один из создателей дома-музея П. И. Чайковского в Клину. Родной брат Юрия и Татьяны Давыдовых.
Владимир Давыдов был в последние годы жизни композитора его основным эпистолярным корреспондентом. Существуют 43 послания Чайковского к Давыдову, «музыкальное письмо» композитора к любимому племяннику — романс для голоса и фортепиано «От милого нету вести», и 66 писем, а также 3 телеграммы, которые Владимир Давыдов написал Чайковскому.
Реконструкции биографии Владимира Давыдова и попытке интерпретировать его взаимоотношения с композитором посвящены большая статья российского композитора и историка музыки Валерия Соколова и статья американского биографа Чайковского Александра Познанского.

## Биография
Владимир Львович Давыдов родился 28 ноября 1871 года в усадьбе Каменка Чигиринского уезда Киевской губернии (ныне Каменский литературно-мемориальный музей) в семье сестры П. И. Чайковского Александры и потомственного дворянина Льва Давыдова, сына декабриста В. Л. Давыдова. Крещён 12 декабря 1871 года в Свято-Николаевской церкви в Каменке, крестник деда И. П. Чайковского и С. Н. Раевской.
В детстве он не мог произнести слово «бэби», как называли его родные, вместо этого у него выходило «боб». Прозвище «Боб» закрепилось за ним на всю жизнь. По воспоминаниям младшего брата Юрия, в детстве он отличался спокойным нравом и болтливостью, в играх беспрекословно подчинялся старшему брату Дмитрию.
Давыдов окончил два класса Киевской гимназии (1883) и Императорское училище правоведения в Санкт-Петербурге (1893), после чего выбрал карьеру профессионального военного.

### Владимир Давыдов и Чайковский
П. И. Чайковский внимательно следил за учёбой племянника. О результатах экзаменов он даже требовал сообщений по телеграфу. Композитор и сам принимал активное участие в воспитании и образовании племянника: ходил с ним в театр, занимался музыкой (в том числе давал уроки игры на фортепиано, играл с ним в четыре руки), поощрял интерес к чтению, беседовал (как в форме переписки, так и в ходе личного общения), поддерживал в тяжёлые минуты.
За счёт Чайковского Давыдов побывал вместе с ним в 1892 году в Виши и Париже, на деньги композитора Давыдов нанял и обустроил собственную квартиру в Санкт-Петербурге, приобрёл обмундирование перед поступлением в Преображенский полк (служил в 4 роте). Стены дома Чайковского украшали фотографии Владимира Давыдова — от первых детских снимков до совместного парижского фотопортрета. С 1889 года Давыдов постепенно стал близким другом, которому Пётр Ильич доверял душевные переживания и творческие планы, рассказывал подробности заграничных путешествий и впечатления от своего восприятия музыки, литературы и театра. После прекращения переписки с Надеждой фон Мекк (в 1890 году) Владимир стал для композитора главным эпистолярным собеседником.
Сохранилось 43 послания Чайковского к Давыдову (1889—1893, известно также «музыкальное письмо» композитора к любимому племяннику — романс для голоса и фортепиано «От милого нету вести», сочинённый в 1893 году) и 66 писем, а также 3 телеграммы, которые написал Владимир Давыдов к Чайковскому (1879—1893). По мнению Александра Познанского, Чайковский в 1891 году изменил стиль своей переписки с Бобом и начал посылать ему подробные письма, как он это делал со своими братьями Модестом и Анатолием в прошлом, забывая, что его двадцатилетний племянник был слишком молод, чтобы понять эмоции своего дяди. В течение всего этого года образ Владимира Давыдова всё больше и больше беспокоил Чайковского. Никогда прежде его желание постоянного присутствия Боба не было так заметно.
Давыдов был одним из присутствовавших у постели умирающего композитора в ночь на 25 октября 1893 года в Санкт-Петербурге. Владимир снимал квартиру вместе с Модестом Чайковским на углу Малой Морской улицы и Гороховой (на пятом этаже дома 13), где остановился Чайковский, прибывший в столицу, чтобы дирижировать первым исполнением своей Шестой симфонии. Нет свидетельств присутствия племянника на премьере Шестой симфонии, но он побывал с композитором на спектакле в Александринском театре (друзья смотрели «Горячее сердце» А. Н. Островского с Марией Савиной и Константином Варламовым) и, по мнению Познанского, должен был присутствовать на ужине в ресторане Ф. О. Лейнера (заведение не отличалось роскошью, сюда охотно заходили артисты после спектаклей, чтобы скромно и вкусно поужинать) 20 октября 1893 года, где, вероятно, Чайковский заразился холерой. Смерть композитора, по мнению Познанского, оставила на его психике столь тяжёлую травму, что Давыдов так и не смог её преодолеть. На похоронах племянник нёс гроб в паре с Модестом Чайковским.

### Давыдов — наследник Чайковского
Давыдов, по воле покойного, оказался не только наследником, но и распорядителем доходов с его авторских прав, выделяя указанные в завещании суммы для других упомянутых в нём лиц. Владимир Давыдов вместе со своим дядей Модестом Чайковским и Александром Литке разбирал эпистолярный архив Чайковского, позже он вместе с Модестом Чайковским выкупил у слуги композитора Алексея Софронова дом в Клину, где жил композитор в последнее время, за 11 000 рублей в 1897 году. Краевед и биограф Владимир Холодковский считал, что на семейном совете Чайковских было решено, что покупателем дома юридически выступит не кто-либо из них, а Софронов. Он вложил в эту покупку свои личные сбережения, условившись с Модестом Чайковским и Владимиром Давыдовым, что впоследствии переуступит им дом вместе со всей завещанной ему обстановкой. Для себя Софронов взамен оговорил деревянный «пятистенный домик», который он просил построить ему в Клину на берегу Сестры. Эту версию поддержал и Юрий Давыдов. Тремя создателями дома-музея композитора в Клину он называл В. Л. Давыдова, А. И. Софронова и М. И. Чайковского. Доктор искусствоведения Аркадий Климовицкий называл двух основателей — Модеста и Давыдова.

«Следуемую мне и по мне моим наследникам за представления как на Императорских так и на каких бы то ни было заграничных столичных и провинциальных русских сценах, оперы моего сочинения, как уже сочинённые, так и те, которые я ещё впоследствии могу сочинить (поспектакльную плату) предоставляю получать всю сполна племяннику моему в настоящее время воспитаннику Императорского Училища Правоведения Владимиру Львовичу Давыдову с тем, чтобы из сумм этих он ежегодно уплачивал [перечисляются наследники и суммы, полагающиеся им]… Доли суммы образуемой от поспектакльной платы подлежащие уплаты означенным лицам, в случае смерти их предоставляю в полное распоряжение Владимиру Львовичу Давыдову… Всякие мои авторские доходы, а также все вообще принадлежащие мне и моим наследникам законные права собственности на мои музыкальные произведения предоставляю племяннику моему Владимиру Львовичу Давыдову… Из моей движимой собственности карманные золотые часы с чёрной эмалью, усеянной звёздочками и золотыми фигурами Иоанны Д’Арк, Аполлона и двух муз ныне у меня похищенных в случае если бы они вместе с находившейся при них цепочкой были найдены и возвращены мне, завещаю племяннику моему Владимиру Львовичу Давыдову»— Протокол вскрытия завещания, составленного 30 сентября 1891 года

### Владимир Давыдов на государственной службе
После смерти композитора Давыдов достаточно быстро продвигался по службе. Он — ефрейтор с 24 января 1894 года, подпрапорщик с 22 июня 1894-го, подпоручик с 28 октября 1894-го, командир роты в 1895—1896 годах, поручик с 6 декабря 1898 года. Давыдов получил ряд государственных наград: серебряную медаль «В память царствования императора Александра III» (1896), серебряную медаль «В память коронации Императора Николая II» (1896), медаль «За труды по первой всеобщей переписи населения» (1897), Знак отличия за беспорочную службу (1900).
С 30 октября 1896 года по 28 мая 1899 года Давыдов заведовал школой солдатских детей и певческим хором Преображенского полка. Приказ великого князя Константина Константиновича отмечал, что «хор достиг возможного совершенства и без труда мог соперничать с лучшими певческими хорами столицы. К делу воспитания и обучения солдатских детей поручик Давыдов относился с примерной заботливостью и любовью».

### После ухода со службы
12 мая 1900 года Владимир Львович уволился с действительной военной службы и был зачислен в запас. Последний год перед увольнением он провёл в долгосрочном отпуске из-за ухудшения здоровья. После увольнения со службы начался наиболее тяжёлый период в жизни Давыдова, «связанный с непрерывными физическими страданиями, нравственными муками, духовным опустошением и постепенной деградацией». Выйдя в отставку, он поселился в доме Чайковского в Клину, но комнаты композитора сохранял в том виде, в каком они находились к 1893 году. Пристроив в 1898 году к дому несколько комнат (по Владимиру Холодковскому, в 1899 году), Давыдов в одной поселился сам, а в другой предложил проживать Модесту Чайковскому.
К моменту увольнения в запас Давыдов пристрастился к морфину и опиуму. Эту зависимость Валерий Соколов расценивал как вынужденную — наркотики избавляли на время от болей, вызванных болезнями. Среди болезней и травм, которые сам Давыдов называл в письмах— нервные припадки, головные боли (из-за сотрясения мозга в детстве, о котором подробно в своих воспоминаниях рассказывает младший брат), тучность, бессонница, катар желудка, «холерина», стенокардия, запоры, «чиреи», сифилис, боли в кишечнике, шумы в ухе, «опухание суставов рук», отрицательная реакция на запахи, перелом руки, галлюцинации, страх пространства и толпы. Многое из перечисленного Соколов считал следствием потребления самих наркотиков. Его мать, страдавшая заболеванием печени, и сестра Татьяна, мучившаяся мигренями, в качестве болеутоляющего средства также применяли морфин. По настоянию Модеста Чайковского Давыдов ездил на лечение в Италию, Германию, Австрию и Швейцарию.
Модест Чайковский планировал приехать в Клин 13 декабря 1906 года, но задержался на сутки, чтобы побывать на концерте, где исполнялся один из струнных квартетов брата. В его отсутствие Владимир Давыдов покончил с собой утром 14 декабря 1906 года. В секретном донесении Московского губернского жандармского управления от 18 декабря 1906 года сообщалось, что «в гор. Клину произошёл следующий случай: Поручик запаса Гвардии Владимир Львович Давыдов, 35 л[ет], лишил себя жизни выстрелом из браунинга; до этого времени он страдал расстройством умственных способностей». Подробности его самоубийства неизвестны; Валерий Соколов предположил, что оно произошло «во время одного из приступов белой горячки, а непосредственной причиной принятия роковой дозы алкоголя могло стать отсутствие в доме М. И. Чайковского». Английский биограф композитора считал самоубийство результатом «острой депрессии», вызванной двумя факторами: мучительной ролью, которую он играл в последние годы жизни Чайковского, и впечатлениями от его агонии на смертном ложе.
Давыдов был похоронен на Демьяновском кладбище, недалеко от дома, где Чайковский создал Шестую симфонию и где было совершено самоубийство. Усадьбу с мемориальным музеем композитора по завещанию (от 18 ноября 1903 года) он оставил Модесту Чайковскому, авторские права на наследие Чайковского также перешли к Модесту.

## Роль в жизни композитора
В советском музыковедении роль Владимира Давыдова в жизни Чайковского не акцентировалась. Советский музыковед, кандидат искусствоведения Надежда Туманина считала, что в отношении композитора к племяннику проявился его страх старости, приближения смерти. Она писала: «Не страстной ли жаждой соприкосновения с юностью, с красотой молодости… нужно объяснять его постоянную тягу к обществу людей, значительно моложе его и его страстную привязанность к племяннику Б. Л. Давыдову, в чьей юности он хотел видеть возрождение своей собственной?».

### Давыдов в работах Валерия Соколова
По утверждению Валерия Соколова, первоначально композитор проявлял по отношению к племяннику «нерастраченные отцовские эмоции». Они подпитывались внешним сходством мальчика с его дядей-композитором. Пётр Ильич мечтал о таком же внутреннем сходстве. В его сознании, с точки зрения Соколова, появился образ будущего творческого собрата, который «делает успехи в музыке и обнаруживает замечательные способности к рисованию». В письме Надежде фон Мекк 7 октября 1879 года композитор писал: «Вообще это маленький поэт. Он не любит обычных мальчишеских игр. Всё свободное время он посвящает или рисованию, или музыке, или цветам, к которым он питает страсть».
Маленькому Владимиру Давыдову Чайковский посвятил «Детский альбом» для фортепиано. Когда он обнаружил отсутствие у Владимира музыкальных способностей, то стал возлагать надежды на некое другое призвание племянника: живопись или поэзию, прозу или философию. «Творческим двойником» композитора, по словам Соколова, Владимир Давыдов не стал, а внутреннее сходство проявилось «в психическом складе и физиологии» — «в болезненной впечатлительности и нервности мальчика ещё в детстве», в аналогичном заболевании желудка, сексуальной ориентации и состоянии «неопределённой тоски»…. По мнению Соколова, осознание сходства с племянником заставляло композитора не только «с тревогой и беспокойством думать о его будущности», но и вызвало у него «весьма определённое платоническое влечение». По мнению Соколова, «сочетание отцовской и чувственной любви заметно обогатило душевную палитру композитора, патетика этих переживаний находила естественное отражение в его творчестве». К концу жизни композитора роль племянника в его жизни стала «едва ли не ключевой». «Мой ангел», «мой идол», «мой кумир» — называл Чайковский Давыдова. В одном из посланий он писал: «Боб! Я обожаю тебя. Помнишь, я говорил тебе, что не столько наслаждаюсь твоим лицезрением, сколько страдаю, когда лишаюсь тебя. Но на чужбине, имея в виду бесконечное число дней, недель и месяцев без тебя, — чувствую особенно сильно всю значительность моей любви к тебе».
Чайковский видел Давыдова во сне, плакал над его письмами и покрывал их поцелуями, тяжело переживал расставания с ним. Композитор видел его недостатки (равнодушие, инертность, эгоизм), но готов был их простить. Чайковский переживал за душевное здоровье юноши в дни тяжёлых событий в семье Давыдовых (смерть сестры Давыдова Татьяны в 1887 году, и его матери — в 1891), выплачивал ему ежемесячную субсидию (пятьдесят рублей) и регулярно выдавал «сверхординарные» суммы.
Соколов сделал вывод, что, вероятно, привязанность Чайковского к племяннику была односторонней и могла стать в этом случае «причиной глубокой душевной драмы композитора, выразившейся в трагическом мироощущении последних лет». В качестве доказательства он приводил цитаты из писем и дневников композитора: «Я чувствую, что он меня не только не любит, но просто питает ко мне нечто вроде антипатии»; «Удивительно, как Боб ленив на письма, — хоть бы плюнул на почтовую бумагу и послал. Я, было, хотел ему сегодня написать, — но вдруг почувствовал, что слишком много чести для субъекта, которому и плюнуть на меня лень». В письмах самого Давыдова Соколов находил «элементы и любви и равнодушия», «высокую оценку творческого гения композитора и трезвый взгляд на себя (как предмет обожания)», «беспредельное уважение к знаменитому дяде».

### Владимир Давыдов в работах Александра Познанского
Американский биограф композитора Александр Познанский писал, что «отношения с Бобом Давыдовым находились на исключительно высоком уровне, независимо от того, имело между ними место плотское общение или нет. Чайковский был личностью достаточно возвышенной, чтобы ценить в эросе душевную привязанность и чистый платонизм». При всём разнообразии содержания и тона в записях Чайковского, по мнению Познанского, «пронизывающие их эмоции явно превосходили обычную привязанность мужчины средних лет к подростку. Скорее, это напоминало чувства любовника: уже это было источником страданий и тоски… Даже когда Боб едва вступил в половую зрелость, он уже замечал у дяди чувства, в которых явно присутствовал эротический компонент». Группу же молодых близких родственников и друзей Давыдова исследователь называет «четвёртой сюитой», и утверждает, что они «безусловно, позволяли, по крайней мере, ласкать себя», «разделяли его [Чайковского] сексуальные пристрастия или нуждались в его протекции». Александр Познанский утверждал, что на основе сексуальной ориентации дяди и племянника делать вывод о наличии между ними интимных отношений тем не менее не следует, напротив, трагизм темы неразделённой любви в Шестой симфонии указывает на обратное.
Александр Познанский отмечал, что своё решение прекратить работу над Симфонией ми-бемоль мажор Чайковский сообщил именно Владимиру Давыдову:

Эти дни я предавался важным и чреватым последствиями помышлениям. Просмотрел я внимательно и, так сказать, отнёсся объективно к новой своей симфонии, которую, к счастию, не успел инструментовать и пустить в ход. Впечатление самое для неё нелестное, то есть симфония написана просто, чтобы что-нибудь написать, — ничего сколько-нибудь интересного и симпатичного в ней нет. Решил выбросить её и забыть о ней. Решение это бесповоротно, и прекрасно, что оно мной принято. Но не следует ли из этого, что я вообще выдохся и иссяк? Вот об этом-то я и думал все эти три дня.— Пётр Чайковский. Письмо Владимиру Давыдову от 16 декабря 1892 года из Берлина
Познанский цитировал в своей книге и ответное письмо, в котором Давыдов сравнил поступок композитора с традицией сбрасывать уродливых детей со скалы, существовавшей в древней Спарте. Племянник композитора писал, что, вероятно, на самом деле, Симфония столь же гениальна, что и предшествующие пять симфоний композитора. Американский исследователь считал, что именно под влиянием этого письма Чайковский принял решение всё-таки не уничтожать данное сочинение и использовать его первую часть для работы над Третьим концертом для фортепиано с оркестром.

Читая твоё письмо, переполненное саморазочарования, я, во-первых, нисколько не удивился, что ты мне это пишешь, а во-вторых, улыбнулся — как и вообще его содержанию, так и тому, что ты не можешь писать иначе, как возбудив себя искусственно сюжетом, либретто и пр., точно Скобелев в старости! Твое состояние само по себе меня бы обеспокоило, если б оно не было следствием нравственного утомления, вызванного пребыванием в Петерб[урге]. Жаль, конечно, Симфонию, которую ты, как в Спарте детей, бросил со скалы, потому что она показалась тебе уродом. Между тем, наверное, она так же гениальна, как и первые 5. — Тщетно ты будешь стараться обобъективиться, тебе это никогда не удастся. Правда, что теперь глас народа не может служить оценкой, т. к. заранее всякое произвед[ение], носящее твоё имя, будет нравиться, но когда это мнение было верным?!— Марина Рыцарева. Патетическая [симфония] Чайковского и русская культура

### Давыдов в работах других западных исследователей биографии композитора
Нина Берберова приводила текст одного из писем Чайковского к Давыдову как свидетельство его влюблённости: «Больше всего я думал, конечно, о тебе, и так жаждал увидеть тебя, услышать твой голос, и это казалось мне таким невероятным счастьем, что кажется отдал бы десять лет жизни (а я жизнь, как тебе известно, очень ценю), чтобы хоть на секунду ты появился. Боб! Я обожаю тебя. Помнишь, я говорил тебе, что не столько наслаждаюсь твоим лицезрением, сколько страдаю, когда лишаюсь тебя? Но на чужбине, имея в виду бесконечное количество дней без тебя, чувствую особенно всю значительность моей любви к тебе…». Берберова, однако, считала, что окружающие могли и не замечать влюблённость Чайковского в племянника: «Как любовь его к Бобу посторонние люди принимали за любовь к детям вообще, так его любовь к Алёше [юному слуге композитора] (иная, будничная, но тоже сладостная) могла быть принята за любовь к простому народу». Британский исследователь Дэвид Браун полагал, что по мере взросления увлечение Чайковского племянником становилось в тягость Давыдову, к этому прибавлялись ещё и нарастающие собственные проблемы Владимира.
Дэвид Браун считал Дневник Чайковского 1884 года важным источником знаний об отношениях композитора с многочисленными родственниками, который раскрывает его внутренний мир, а часто содержит и глубоко личные признания. Он считал, что именно тогда зародились близкие отношения Чайковского с его племянником. Американский музыковед, специализирующийся на русской музыке и балете XIX века, Роланд Джон Уайли, анализируя Дневник, пришёл к такому же выводу. Английский биограф композитора Энтони Холден в своей книге о Чайковском утверждал, что за литерами X и Z, которыми тот в Дневнике за весну — лето 1884 года обозначал навязчиво преследующие его ближе к ночи влечения («этот Z менее мучителен, и, пожалуй, более основателен, чем Х, — но тем не менее и он неприятен», «Z меня сегодня особенно мучает. Да простит мне Господь столь скверные чувства!», «Страшно сильное Z. Боже мой, прости и укроти меня!», — писал, например, композитор), скрывались его отвращение к себе и растущее влечение к тринадцатилетнему племяннику Владимиру Давыдову. Холден обращал, в частности, внимание на то, что первое появление терзавших Чайковского X и Z приходится на 24 мая, когда он открытым текстом сделал в дневнике запись: «Он, наконец, меня просто с ума сведёт своей несказанной прелестью». Холден, сопоставляя шифрованные и открытые записи, делал вывод: записи означают «испытываемый им стыд в связи с самоуправствами своего либидо, особенно когда приходил в возбуждение от своего мужавшего племянника. Z, по всей вероятности, должен был олицетворять само половое желание, а куда менее частый X — чувство вины, сопряжённое с тем, как он его облегчал». Холден, однако, отмечал мнение, высказанное старшим архивистом в музее в Клину, Полиной Вайдман, которая провела разграничение между молодыми мужчинами, которыми композитор увлекался романтически, такими, как его племянник, и теми, с кем его природа заставляла вступать в «случайные связи». Процитировав письмо Чайковского к Модесту, в котором он оправдывался, что ему «нечего стыдиться», Вайдман настаивала, что композитор в этом случае имел в виду романтическую гомосексуальную любовь (неизвестно, платоническую, или нет), а упоминания кратких связей «полны раскаяния и отвращения к себе».
Роланд Джон Уайли писал, что не имело смысл шифровать то, что и так открытым текстом выражалось на страницах Дневника — влюблённость в Давыдова, кроме этого Чайковский писал о неопределённом, смутном характере Z, а со своими гомосексуальными склонностями он к 44 годам уже определился, к тому же записи о X и Z появляются обычно в связи с карточной игрой, в которой принимает участие семья хозяев. По мнению Уайли, композитора мучила собственная откровенная неблагодарность по отношению к семье Давыдовых, он ощущал свою вину перед ней, а Z был её символом.

## Особенности личности
Свою гомосексуальность Давыдов обнаружил во время обучения в Училище правоведения. Её следствием стало чувство к своему однокашнику Рудольфу Буксгевдену (в переписке — «Рудя»). Переживая ненормальность такого чувства, юноша нашёл сочувствие у младшего брата композитора, Модеста. Позже Модест стал поверенным в сердечных делах племянника, другом и опекуном. Среди посвящённых в тайну племянника оказался и Пётр Ильич, но, по словам Валерия Соколова, «степень интимности в общении с ним у Боба была неизмеримо ниже». В последние два года их переписки тема любви к «Руде» постоянно муссировалась в письмах Чайковского и Давыдова. Соколов считал, что в переписке отчётливо заметна тема ревности Чайковского к удачливому сопернику.
Давыдов уважительно относился к религии и церковным обрядам, но сам не был глубоко верующим человеком, а к концу жизни вообще не придавал вопросам веры значения. Он любил охоту, увлекался «лаун-теннисом», любил кофе и много курил (до 50 сигарет в день). В творчестве, по мнению Соколова, Давыдов находился на полудилетантском уровне. Он играл на фортепиано, занимался живописью, сочинял стихи, некоторые из них хранятся в архиве дома-музея Чайковского в Клину. О своих опытах в творчестве он писал: «…в сущности я напоминаю немного обезьяну, подражающую человеку [Чайковскому], сама не сознавая зачем». Юрий Давыдов писал, что Владимир обладал способностями к музыке и живописи, но у него не хватало силы воли серьёзно заниматься искусством. По утверждению мемуариста, в этом виноваты Пётр и Модест Чайковские — они с детства его слишком баловали. Мать Владимира часто ссорилась из-за него с братьями, чаще всего с Модестом.
«Чуть брезжит, близится рассвет, и сквозь опущенные шторы

Лениво бледный утра свет рисует на полу узоры.

Кругом всё спит, одни часы однообразным колебаньем,

Полёту времени верны, тревожат сонное молчанье.

Но чу! Стучат, ещё, опять! Что это? Путник запоздалый

Ночлега просит, или тать крадётся с замыслом удалым?

Не может быть, то стук иной — упорный, странный и зловещий.

В нём смысл таится роковой, и сердце чует голос вещий!

Ужели то мне шлёт судьба грядущих бед определенье,

Иль часа смерти для меня она пророчит приближенье?

Иль может быть, стучит рука, которая во время оно

Огнём чертила письмена перед владыкой Вавилона?

Но день настал. Пернатых хоры, ликуя, встретили светило,

И сквозь опущенные шторы огнём всю комнату залило.

А стук? Вы можете спросить, ужель то было наважденье?

О нет, нисколько, так и быть, я прилагаю объясненье.

Моей соседке не спалось — и чтоб избавиться от скуки,

В головку юную взбрелось производить все эти стуки!»

### Владимир Давыдов и розыгрыши композитором своих друзей
Современники неоднократно описывали шутливые розыгрыши композитором своих друзей и даже мало знакомых персонажей, в которых обычно принимал участие его племянник. Так Владимир Направник подробно рассказывал о попытке разыграть родственницу Чайковского Анну Мерклинг. Придя к композитору, он застал его и Давыдова за написанием массы писем к ней. Письма были разнообразного содержания, но в одном, которое написал сам композитор, утверждалось, что Пётр Ильич Чайковский застрелился. «Меня тоже засадили писать», — вспоминал Направник. Всего было составлено пятнадцать — двадцать писем. Чайковский сам опустил их в почтовый ящик. Розыгрыш не удался. Мерклинг обо всём догадалась и не была удивлена встрече с композитором на следующий день на званом обеде. Актёр Александринского театра Юрий Юрьев рассказывал, как композитор и Владимир Давыдов подслушивали и подглядывали за его деловой встречей с Модестом Чайковским по поводу распределения ролей в спектакле по пьесе младшего брата композитора. «Юноша в военной форме» (Давыдов) сильно смутил актёра, с лукавой улыбкой рассказав, что композитор только что стоял за дверью на коленях и разглядывал его в замочную скважину. Врач Василий Бертенсон, считавший Петра Ильича своим другом, рассказывал, что Чайковский, Давыдов и Александр Литке пригласили его в ресторан Лейнера и устроили грандиозное пиршество, а Чайковский заказал для себя «аршинную стерлядь». Когда пришло время расплачиваться, все трое заявили, что забыли дома бумажники. Бертенсон вынужден был заплатить не только за себя, но и за них. На следующий день Чайковский заочно вернул долг врачу.

## Произведения композитора и Владимир Давыдов

### «Детский альбом»
Владимиру Давыдову, которому тогда было 6,5 лет, Чайковский посвятил «Детский альбом» для фортепиано (сочинение 39, написан в июне 1878 года, издан в том же году) и сделал, по мнению Соколова, примечательное высказывание о том, что ему «можно целые симфонии посвящать». Композитор только что примирился с семьёй своей любимой сестры Александры, которая незадолго до этого безоговорочно встала на сторону супруги композитора Антонины Милюковой в её ссоре с мужем. Приехав в Каменку после примирения, он нашёл здесь счастливую многодетную семью близких людей и привязался к одному из сыновей Давыдовых — Владимиру. В первом издании к каждой пьесе цикла художником А. Степановым были созданы рисунки, композитор писал по поводу них: «Картиночки значительно уступают по художественному достоинству Сикстинской мадонне Рафаэля, но ничего, сойдёт, — детям будет занятно». Его волновало, что формат издания неудобен для шестилетнего ребёнка, и, когда Володя будет играть на фортепиано пьесы, ему придётся делать это стоя. Доктор искусствоведения Сергей Айзенштадт допускал наличие скрытых мотивов создания Чайковским этого цикла, он находил в нём «личное», «недетское», «тайную боль» и «взрослую мудрость», «желание погрузиться в светлый, чистый мир детства», «мотивы странствий» (композитор незадолго до этого вернулся из Италии), «религиозные размышления».
Основываясь на том, что в печатных изданиях цикла по-другому построена последовательность образующих его пьес, музыкальные педагоги М. Месропова и А. Кандинский-Рыбников предположили, что Чайковский, создав цикл, решил сохранить его в оригинальной версии рукописи только для себя. Эту версию он передал в архив издателя Петра Юргенсона, а опубликовал облегчённую, детскую редакцию «Детского альбома», чтобы «повременить обращаться к своему любимому племяннику Володе Давыдову, с глубоко личной интерпретацией недетской проблемы жизни и смерти». По другому воспринимал эту проблему Сергей Айзенштадт, он считал, что порядок пьес изменило издательство, а композитор, считая свой цикл незначительным произведением, не стал поднимать скандал.

### Шестая симфония
Шестую симфонию (сочинение 74, си минор, 1893 год) композитор также посвятил Владимиру Давыдову. Композитор принял решение опубликовать это посвящение уже после отправки партитуры в издательство. Когда 18 октября 1893 года Чайковский написал издателю Юргенсону письмо с просьбой разместить на заглавном листе партитуры посвящение Давыдову, он даже приписал: «Надеюсь, что не поздно». Композитор ещё в августе утверждал, что намеревается посвятить симфонию ему, но испытывает сомнения. Нерешительность брата Модест объяснял тем, что любимец Петра Ильича Володя долго не писал своему дяде. Раздумья Чайковского затянулись до самого последнего момента.
По ходу работы над симфонией композитор подробно информировал племянника (единственного из всех близких родственников) о замысле произведения и его композиции, раскрывал, по словам Соколова, скрытую программу симфонии. В письме 11 февраля 1893 года содержится просьба никому эту программу не рассказывать (исключение было сделано только для Модеста Чайковского). Валерий Соколов делал вывод, что «совокупность этих фактов наводит на мысль»: Владимир Давыдов «мог быть одним из героев „проникнутой субъективностью“ программы Шестой симфонии». Чайковский называл её своим лучшим произведением, писал, что нередко во время странствования, мысленно сочиняя её, «очень плакал».
Надежда Туманина отмечала, что в работах зарубежных авторов содержание Шестой симфонии обычно связывается с интимными сторонами жизни Чайковского (так, Александр Познанский прямо писал, что в симфонии отразился «конфликт духовного и плотского начал в его отношениях с Бобом Давыдовым», «посвящение Патетической симфонии Бобу Давыдову намекает… на эротическое измерение её содержания»). Познанский отрицал, что содержание симфония «отражает суицидные намерения её создателя». Связь между Чайковским и Давыдовым, по его мнению, «должна была быть столь интимной, сокровенной и невыразимой, что нет никаких способов определить качество и значение её для музыкального сочинения с помощью какого бы то ни было формального или иного анализа». Сама Туманина поддерживала точку зрения, высказанную академиком Борисом Асафьевым и принятую советскими музыковедами, что следует говорить о программности Шестой симфонии в более широком и обобщённом плане. Они не отрицали «личного и сокровенного» содержания симфонии, которое композитор не желал афишировать.
Американский исследователь творчества Чайковского профессор Музыкального колледжа университета Северного Техаса Тимоти Л. Джексон, чью точку зрения приводит Уайли в своей книге о Чайковском, попытался реконструировать программу Шестой симфонии. По его мнению, Чайковский воспринимал свои отношения с Бобом как смертельную «болезнь»: добиваясь запретной любви, влюблённые «играют в азартную игру» с Судьбой («блефуют»), которая их уничтожает. Любовь же оказывается фатальной, так как предстаёт в качестве Эроса как форма божественного безумия. В первой части Scherzando показывает Боба подростком, вторая часть представляет собой идиллию, изображающую любовь между композитором и Бобом. Скерцо / Марш продолжает традицию «любовного сражения», а Финал симфонии представляет собой, по мнению Джексона, «в музыкальных символах Самораспятие композитора» (англ. «the finale represents, in musical symbols, the  selfcrucifixion of the composer»). Не все западные исследователи придерживаются этой трактовки. Так, израильский музыковед Марина Рыцарева (автор книги о Шестой симфонии) считает данную точку зрения ошибочной. Она указывает на восхищение, которое Чайковский испытывал к фигуре Иисуса, воспринимая симфонию как историю Страстей Христовых.

### Другие произведения
В 1890—1891 годах Чайковский создал симфоническую балладу по стихотворению Адама Мицкевича «Воевода» в переводе А. С. Пушкина. В письме к Владимиру Давыдову 4 октября 1890 года упоминается разговор между композитором и его племянником незадолго перед этим о литературных сюжетах для симфонических произведений. Давыдов неодобрительно отнёсся к мысли композитора написать балладу на сюжет стихотворения Мицкевича. Композитор пренебрёг советом и закончил «Воеводу» в августе 1891 года. В апреле 1893 года Чайковский попытался подключить Давыдова к творческому процессу в работе над фортепианным циклом (ор. 72). Композитор предложил племяннику составить программы для пьес. Давыдов не справился с задачей, он писал Чайковскому: «[программы фортепианных] пьес изобрести не мог, да и где мне?!». Доцент музыковедения в Индианском университете Лесли Кирни писала, что заявления Боба Давыдова о себе как о «пустом сосуде» причиняли композитору боль. Чайковский считал его человеком выше «простых смертных», а тот говорил о себе в терминах, эквивалентных тем, которые использовал его дядя, когда описывал свою жену.
Предпринимались попытки соотнести с личностью Владимира Давыдова и другие произведения композитора, в частности балет «Щелкунчик». По мнению балетного критика Павла Ященкова, имение Давыдовых Каменка «преобразилась в сознании композитора в детское утопическое царство сластей Конфитюренбург, где хозяйка имения сестра композитора Александра Ильинична была великодушной королевой, умершая за пять лет до неё её дочь Татьяна — Кларой, а его „идол“… Боб „принцем-любимчиком“», само «царство Конфитюренбург, куда попадают главные герои „Щелкунчика“… сродни некоему наркотическому видению», что с его точки зрения соотносится с увлечением семьи Давыдовых морфином, «принц-Щелкунчик, как и Дезире (что в переводе означает „желанный“) в предыдущей „Спящей красавице“, это всё он — обожаемый и желанный племянник».

## Образ Владимира Давыдова в художественной литературе и кинематографе
Владимир Давыдов является одним из двух главных действующих лиц в романе немецкого писателя Клауса Манна «Пётр Ильич Чайковский. Патетическая симфония» (оригинальное название — нем. «Symphonie Pathétique», 1935). Действие романа происходит с декабря 1887 по октябрь 1893 года. Упоминаются реальные события жизни племянника композитора и его взаимоотношений с Чайковским (влюблённость во Владимира при сочинении Шестой симфонии — «Он уже не в состоянии отличить свою любовь к музыке от своей любви к Владимиру: его чувства переплетаются, сливаются воедино и совместно порождают то вдохновение, которым наполнены эти спасённые от одиночества дни, эти одухотворённые недели», предоставление Чайковским крупной денежной суммы для меблировки квартиры брата Модеста и Давыдова в Санкт-Петербурге…), вместе с тем именно Давыдову приписывает Клаус Манн инициативу сближения с Чайковским, Владимир охарактеризован как «поклонник женского пола» (в частности, упоминается любовь «к Настеньке из Санкт-Петербурга»), ему приписываются «революционные декларации» (писатель наделяет его комплексом «идей, объединяющих в себе элементы нигилизма и анархизма с социалистическими элементами») и интерес к международной политике….
Владимир Давыдов стал одним из второстепенных персонажей беллетризированной биографии композитора советской писательницы Маргариты Ямщиковой «Чайковский: Биографическая повесть» (1954, книга вышла под псевдонимом «Ал. Алтаев») и документально-художественной повести «П. И. Чайковский» Натальи Калининой, вышедшей в 1988 году в издательстве «Детская литература». В книге французского писателя русского происхождения Анри Труайя «Пётр Чайковский и Надежда фон Мекк» (в оригинале — фр. «La Baronne et le musicien, Madame Von Meck et Tchaïkovski», 2004) Давыдов — также один из второстепенных персонажей. Фон Мекк порывает в книге с композитором, узнав о посвящении Шестой симфонии племяннику и догадавшись о наличии между ними гомосексуальных отношений.
В фильме российского режиссёра Аделя Аль-Хадада «Апокриф: музыка для Петра и Павла» (2004) действие происходит в 1878 году в усадьбе помещиков Давыдовых Каменка на Украине, куда 38-летний Чайковский заезжает к своей сестре Александре. В усадьбе должно состояться первое исполнение его хорового сочинения «Благообразный Иосиф». Эпизодическими персонажами фильма являются трое маленьких братьев Давыдовых — Дмитрий, Владимир (его роль исполнял семилетний Павел Лысенок, он же читал и текст от автора в фильме) и Юрий. Фильм получил награды на отечественном и международном фестивалях, но вызвал ироническое отношение кинокритиков. Так, кандидат философских наук и доктор искусствоведения Нина Цыркун писала: «Сценарий дословно, буква в букву, иллюстрируется картинками, ради этой дословности вводится закадровый детский голос „от автора“, и даже сон — вот уж простор для режиссёрской фантазии — пересказывается словами».
Владимир Давыдов — один из персонажей фильма «Чайковский: „Трагическая жизнь гения музыки“», снятого на ВВС для телевидения Великобритании в 2007 году режиссёром, сценаристом и продюсером Мэттью Уайтманом. Он состоит из двух эпизодов продолжительностью 60 минут каждый: «Чайковский: „Сотворение гения“» и «Чайковский: „Триумф и трагедия“». Роль племянника композитора сыграл Сэм Маркс. Сюжет (женитьба композитора, страстный роман с Иосифом Котеком, для которого он написал Концерт для скрипки с оркестром, загадочная смерть) прерывается в фильме видеозаписями произведений самого Чайковского, в которых Чарльз Хазлвуд дирижирует Молодёжным оркестром Мариинского театра в Санкт-Петербурге (звучат эпизоды из увертюры «1812 год», балета «Спящая красавица», Концерта для скрипки с оркестром и Шестой симфонии…).